# CV Tenerife
CV Tenerife (spanska: Club Voleibol Tenerife)) var en volleybollklubb baserad i Santa Cruz de Tenerife, Kanarieöarna, Spanien. Klubben grundades 1981 av Quico Cabrera. Genom åren har klubben av sponsorskäl använt en mängd olika namn: Afelsa, Seur, Los Compadres, Airtel, Spar, TuBillete.com , Construcciones Marichal y Figaro Peluquero.
Klubbens damlag var mycket framgångsrikt. De blev spanska mästare 10 gånger (1991-92, 1996-97, 1997-98, 1998-99, 1999-00, 2000-01, 2001-02, 2003-04, 2004-05, 2005-06) och vann spanska cupen elva gånger, bägge mer än någon annan klubb. De är också genom sin vinst 2003-04 det enda spanska laget (2023) som lyckats vinna CEV Champions League. Klubbens grundare och president (Quico Cabrera) avled 2008, varefter hans fru Zoraida Lorenza Quintana tog över som president. Klubben lade ner tävlingsverksamheten 2011.